# 忙哥
忙哥，蒙古帝国将领，札剌亦兒氏，木华黎的侄子，其父是孔温窟哇第四子不合。
不合去世后，成吉思汗命忙哥袭职。《蒙鞑备录》上说他是木华黎的弟弟。因为忙哥继承了不合怯薛之位，宋朝人不明白蒙古制度，将其父的亲属关系误认为是忙哥的。忙哥事奉拖雷、蒙哥父子，跟随征战有功，死后其子塔塔兒台襲職。